# Etnias de Mozambique

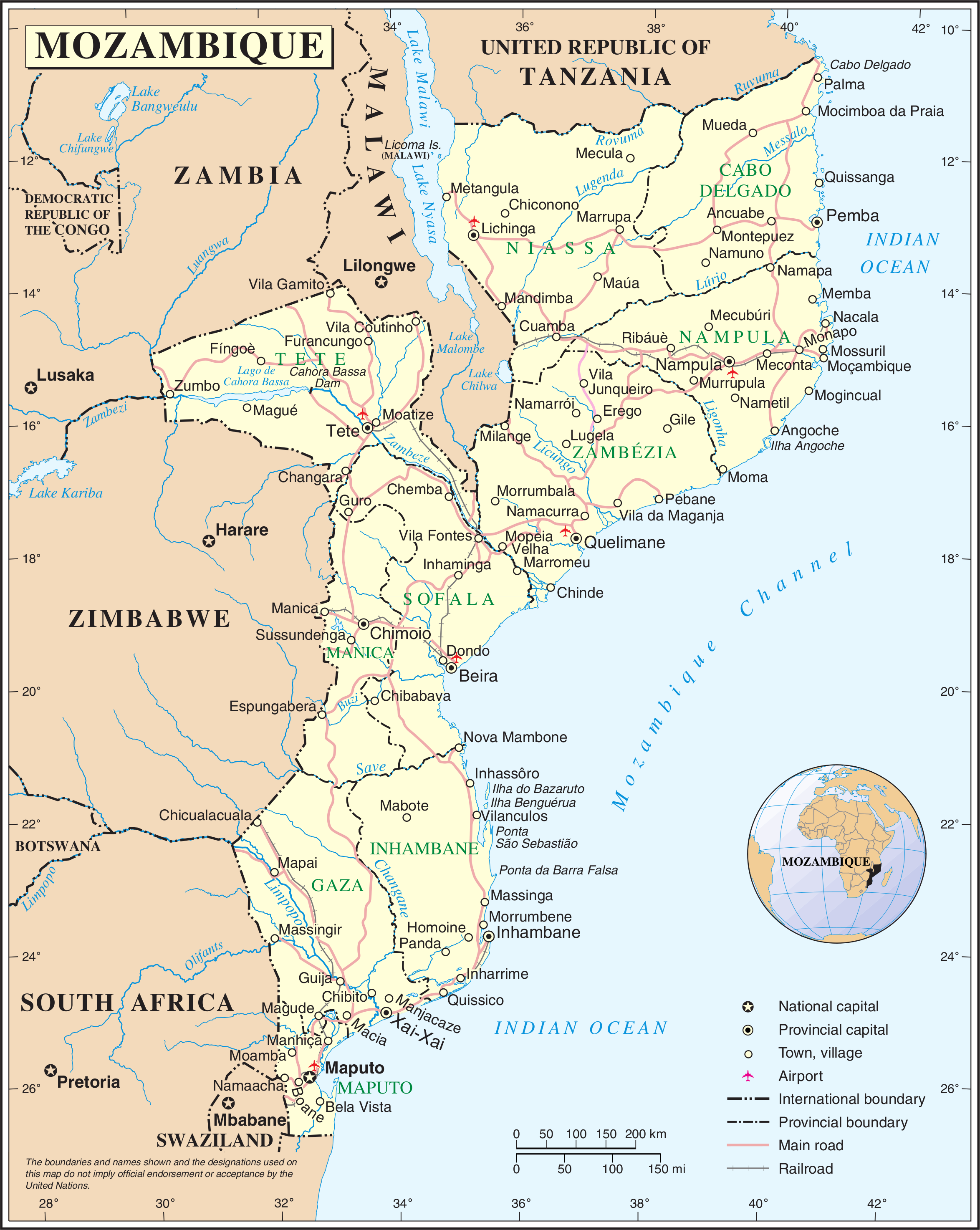
Mozambique

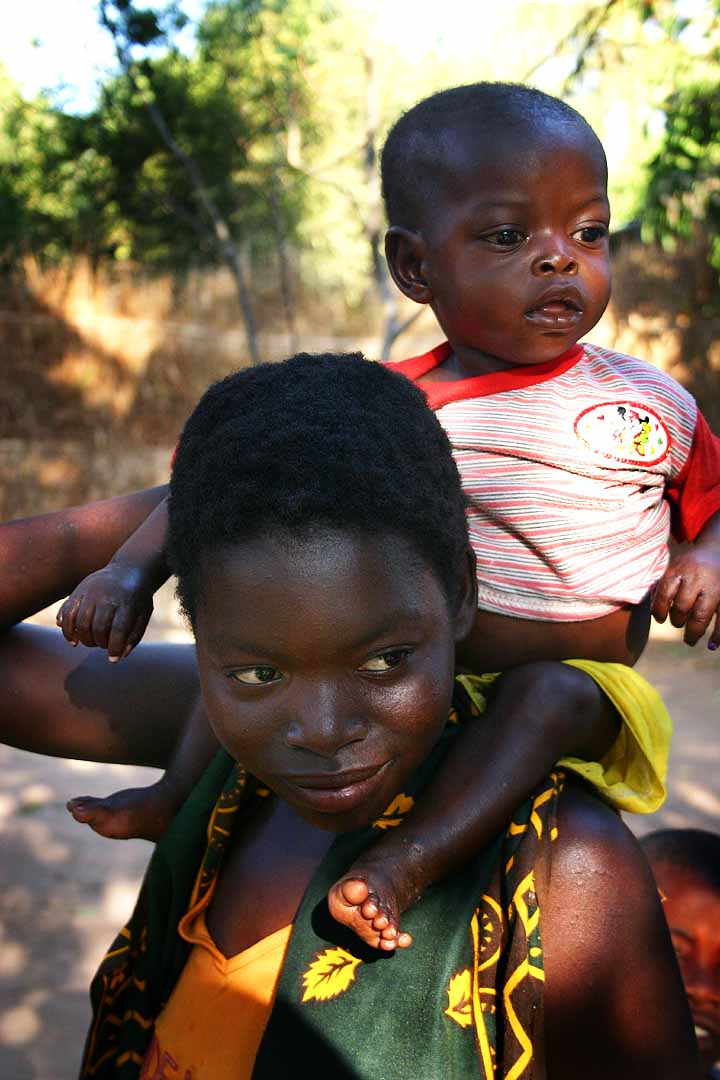
Mujer y niño de la etnia makua, dominante en Mozambique

Mozambique posee una población étnica diversa, pero los grupos étnicos son cambiantes y han sido definidos por el contexto histórico. En 1961, fueron considerados portugueses, pero las mismas autoridades portuguesas crearon algunas divisiones étnicas, como los lomwe makua, o makua superiores, dentro del grupo más numeroso, los makua. En realidad, hay cuatro grupos principales divididos en numerosos subgrupos, el grupo de los makua, el de los tsonga, el de los lomwe y el de los sena. Joshua Project, contando a los distintos grupos europeos, incluyendo a los sordomudos, de los que hay más de 300.000 y a los zulúes, de los que hay poco más de 6000, encuentra unos 61 grupos y subgrupos distintos. Los makua formarían 6 o 7 grupos distintos hasta sumar los 7,5 millones. Otros grupos importantes serían los shona, los chopi, los chewa, los yao, los makonde y los ngoni. La página de etnología Ikuska considera unos 55 grupos nativos distintos.¡, sin contar franceses (2300), alemanes (4400), griegos (14.000), hindúes (47.000), coreanos (46.000) y los más numerosos portugueses (2,487.000).

## Demografía
En 2022, se estima una población de 32.652.000 millones de habitantes en Mozambique, con un crecimiento anual del 2,93%, es decir, unas 889.000 personas más cada año. La edad media es de 17,6 años, y la media de hijos es de 5 por mujer. La esperanza de vida es de 62,13 años. La mortalidad infantil es de 44,9 niños por 1000 nacimientos (en España es de 2). La densidad de población no es muy alta, de 40 hab/km², con una población urbana del 38,3%. Solo hay una ciudad que pasa del millón de habitantes, Maputo, con 1,191 millones, seguida de Matola, con 675.000, Beira, con 530.000, Nampula, con 388.000 y una decena de ciudades que superan los cien mil habitantes. La previsión es que, en 2050, haya en Mozambique unos 65 millones de habitantes.

## Lenguas y grupos
El portugués, idioma oficial, es hablado por una minoría de la población. La mayoría hablan lenguas de la rama bantú del grupo Níger-Congo. Las más ampliamente utilizadas de este grupo son las lenguas makua (incluyendo el macua o makhuwa, que hablan 7 millones de personas, y el lomwe o makua occidental, que hablan 2 millones), el tsonga (más de 2 millones), el sena (más de 1 millón), el shona (del que son dialectos el manyika y el ndau) y el chuabo o chuwabu, pero en las zonas fronterizas se mezclan con otras lenguas, dando lugar a una gran diversidad. En el nordeste, casi la mitad de la población habla macua y lomwe, excepto en la costa, donde se habla suajili, y en la frontera con Tanzania, donde se habla makonde. Al oeste de la confluencia de los ríos Ruvuma y Lugenda se habla yao, y en la zona entre la unión de los ríos Shire y Zambeze hasta la frontera con Zambia se habla nyanja o niassa (chichewa en Malaui, donde es lengua nacional). Entre los ríos Save y Zambeze se habla shona. En el lejano sur se comparten lenguas nguni (zulú y suazi) con otras procedentes de Sudáfrica y Zimbabue. En los grandes puertos, como Maputo, Beira, Quelimane, Nacala y Pemba se hablan lenguas europeas y asiáticas también.

## Grupos étnicos

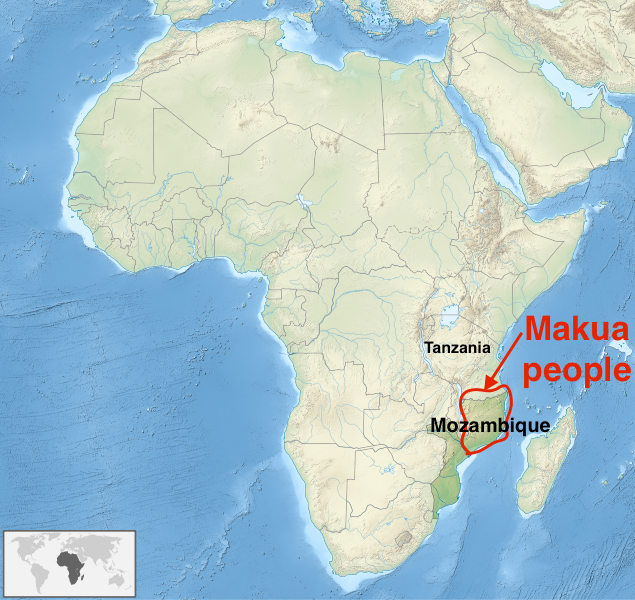
Pueblo macua en Mozambique

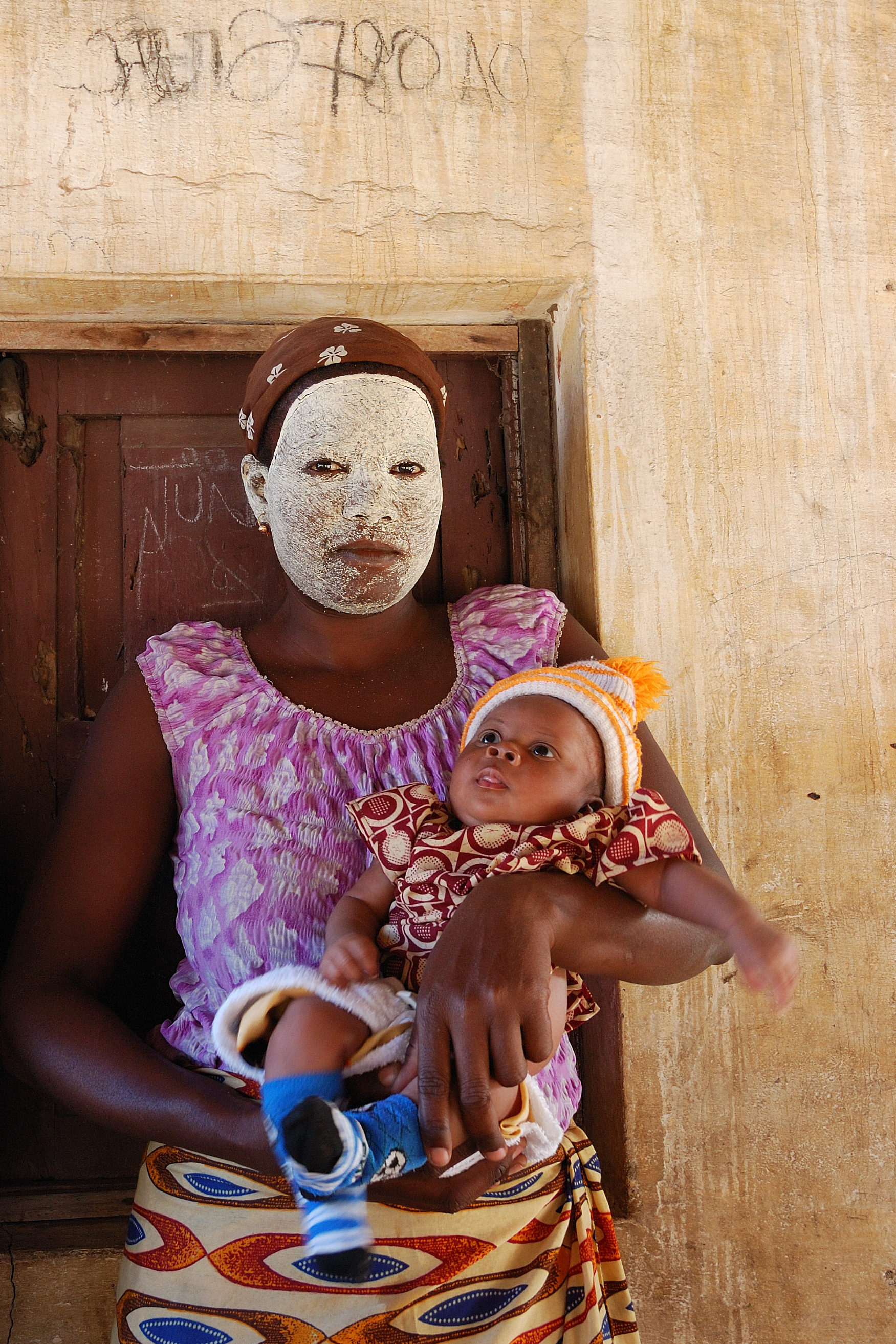
Mujer macua con la mascara musiro tradicional de pasta blanca.

- Makua, unos 7,5 millones. Es el grupo étnico más importante de Mozambique, donde viven al norte del río Zambeze, con una pequeña población en Tanzania. Hablan el idioma macua. Llevan un milenio ocupando esas tierras, y se dice que proceden de las montañas al oeste del lago Malaui y que tienen relación con los reinos Maravi, que desaparecen en el siglo XVI. Los macua se dedicaban tradicionalmente a la agricultura y la caza, pero también explotaban el hierro, fabricaban herramientas y comerciaban con los suajilis de origen árabe de la costa. Puesto que controlaban las rutas comerciales entre el lago Malaui y la costa, fueron útiles a los portugueses en los primeros tiempos de la colonización. Luego, las plantaciones, el tráfico de marfil que exigió la matanza de elefantes y el tráfico de esclavos, que les afectaba directamente, los llevaron a la guerra desde 1749 con los portugueses, los pueblos colaboracionistas y los sultanes de la costa africana. Muchos de los esclavos macua acabaron en las plantaciones francesas de las islas del océano Índico, incluidas Madagascar, Reunión, Seychelles, Mauricio (antes Isle de France), etc. Incluso los yao del norte los capturaban para venderlos a los suajili que comerciaban con los árabes en Zanzíbar. La esclavitud hizo que se dispersaran por todo el mundo, aunque no haya números sobre su presencia en otros países, salvo en las islas índicas y caribeñas.[8] El pueblo makua mantiene en su inmensa mayoría la religión tradicional (entre 66 % y 70 %), que venera a sus antepasados y a los espíritus de la naturaleza. La excepción es la población costera, donde los comerciantes makua han estado bajo la influencia de sus clientes árabe-suajilis, convertidos a la escuela Shafi'i del Islam suní. De acuerdo a los registros de la época colonial de Portugal en el siglo XIX, y que dominaban la región de los makua, afirmaban que la presencia islámica se limitaba solamente alrededor de los poblamientos costeros.[9]

- Tsonga, unos 4,5 millones. Viven en la llanura costera meridional de Mozambique, en partes de Zimbabue y Suazilandia, y en el Transvaal de Sudáfrica. Están organizados en pueblos independientes, con su propio territorio y un sistema fuertemente patrilineal. Son pastores y agricultores, con la mandioca como base, además de maíz, mijo, sorgo y otros. Muchos emigran a Zimbabue o Sudáfrica para encontrar trabajo. Son polígamos, las esposas se compran a cambio de ganado. Las viudas pasan a pertenecer a los varones del linaje del marido. Son cristianos, pero mantienen sus costumbres tradicionales, atentos a los espíritus de los antepasados. Los infortunios se achacan a la rotura de un tabú, al enfado de un ancestro o a un sortilegio.[10] Los tsonga shangaan son un subgrupo de los tsonga.

- Shangaan o tsonga shangaan. Es un sugbrupo de los tsonga que podría tener más de 500.000 miembros en Mozambique, al sur de Maputo, provincias de Maputo y Gaza. Se dice que son los descendientes del Imperio de Gaza, que tuvo su apogeo en 1860 por el sudeste de Zimbabue, sur de Mozambique y norte de Sudáfrica (donde hay 1 millón de shangaan). Hablan el idioma tsonga, también conocido como changana. Se llaman a sí mismos vachangana. Son agricultores y ganadero, y en la costa, pescadores y comerciantes. Muchos emigraron a Sudáfrica para trabajar en las minas de diamantes.[11]

- Lomwe, unos 2,7 millones. Viven entre Mozambique y Malaui, donde hay otro millón. Hablan el idioma lomwe, también conocido como makua occidental, el cuarto más hablado de Mozambique. No obstante, esta lengua, que tiene nueve dialectos diferentes, está siendo sustituida por el chichewa. Vivían preferentemente en Mozambique pero se produjo una gran emigración a Malaui con la llegada de misioneros, comerciantes y colonos europeos, que se incrementó hacia 1930 con los conflictos interétnicos.

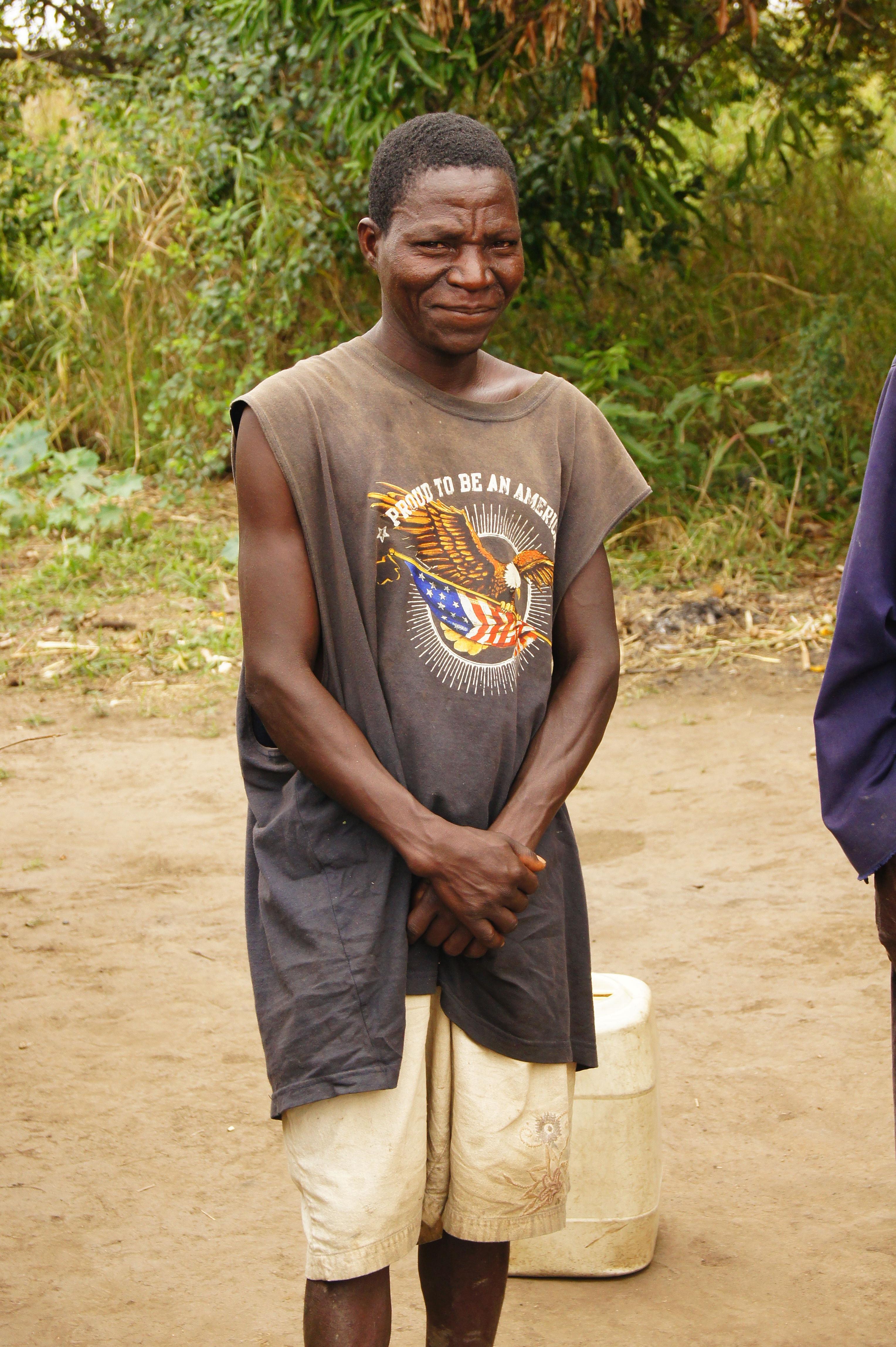
Hombre sena en Mozambique

- Sena, más de 2 millones. Viven en el centro de Mozambique, junto al río Zambeze, en las provincias de Tete, Manica y Sofala, aunque también hay en Malaui (más de 600.000) y Zimbabue (unos 150.000), cerca de la frontera mozambiqueña. Los sena hablan el idioma sena o nsange. Este pueblo bantú se crea de los matrimonios de otras etnias, principalmente los shona y los lunda. Son agricultores, conocidos por sus tejidos y comerciantes antaño de marfil. Cultivan caña de azúcar y algodón.[12]

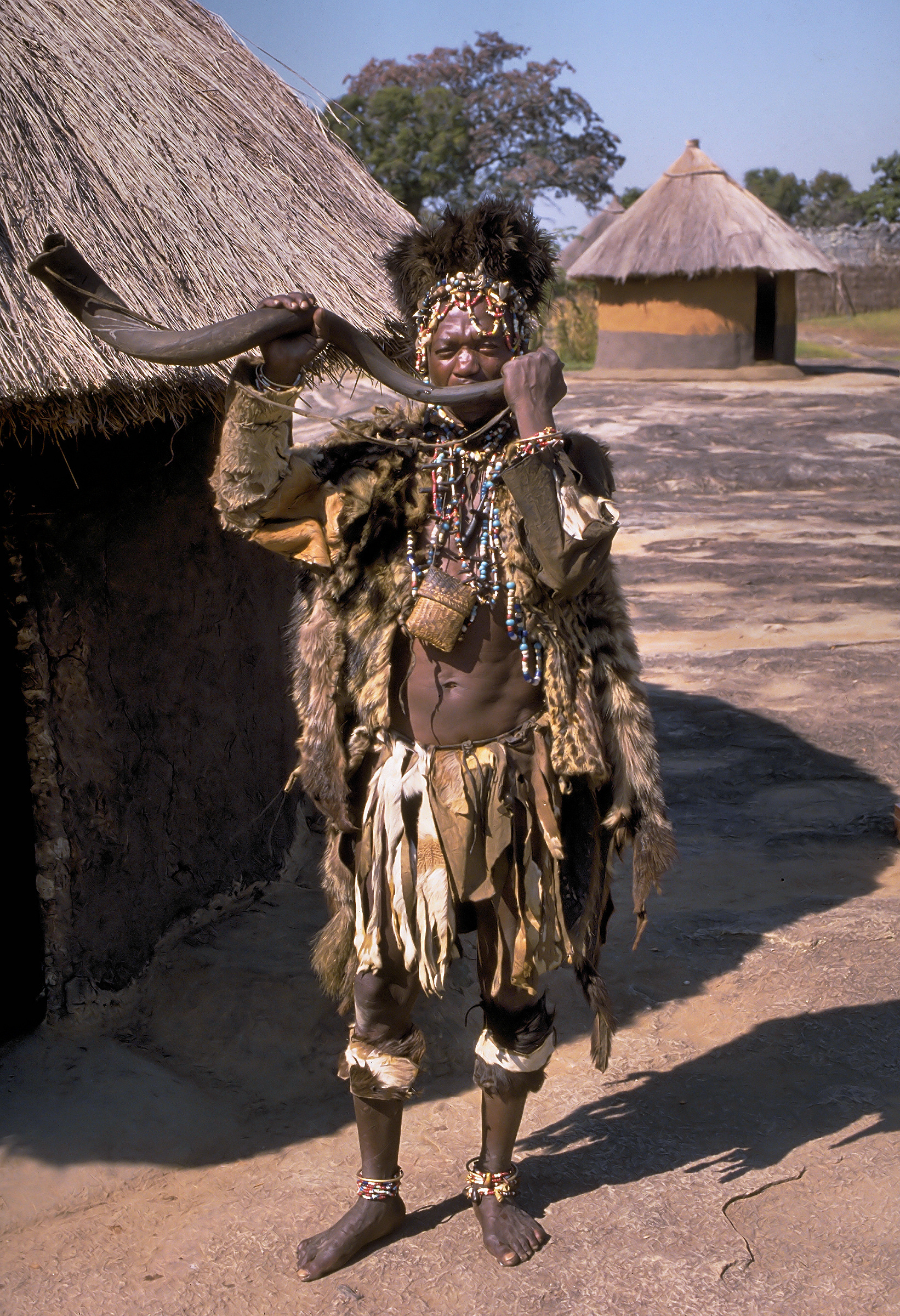
Médico tradicional del pueblo shona en Zimbabue

- Ndau o shona, cerca de 800.000 en Mozambique, en las provincias de Manica y Sofala. También en Zambia (unos 42.000) y Malaui (unos 93.000). Forman parte del mismo tronco común bantú que los sotho, venda y nguni. Fueron el primer grupo bantú en establecerse al sur del río Zambeze, desalojando a los tonga. Entre los siglos XIII y XVII formaron varios estados centralizados con un poderoso ejército. Vendían oro a los árabes. Más tarde, se dividieron en numerosos grupos unidos por el idioma y la cultura, entre los que destaca el grupo karanga o kalanga (unos 800.000 en los países vecinos). Se unieron a los ndebele para oponerse a la colonización británica mediante un movimiento místico-religioso llamado chimurenga (en idioma shona, alzamiento). Cultivan cereales, maíz, algodón, tabaco, cítricos, té, caña de azúcar y crían ganado. Entre los subgrupos están los manyika (unos 157.000 en Mozambique, 450.000 en Zimbabue).[13]

- Manyike o manyika, entre 150.000 y 200.000, con una población en Zimbabue de más de unos 440.000. En la mitad norte de la provincia de Manica. Hablan el manyika, un dialecto del shona, que se habla al este de Zimbabue y la vecindad de Mozambique.

- Chopi, 1,2 millones. Viven en la región de Zavala, al sur de Mozambique. Su agricultura es de subsistencia y viven en aldeas, aunque muchos se desplazaron en la guerra de liberación contra los portugueses. La sequía también les ha obligado a irse a las ciudades. Hablan el idioma chopi o chichopi.

- Chewa. Pueblo bantú que viven en el extremo norte de Zambia, noroeste de Zimbabue, Malaui y Mozambique. Hablan el idioma chewa o chichewa o nyanja. Comparten cultura con los bemba, que viven más al oeste. Son agricultores, cultivan maíz y sorgo. También cazan y pescan.[14]

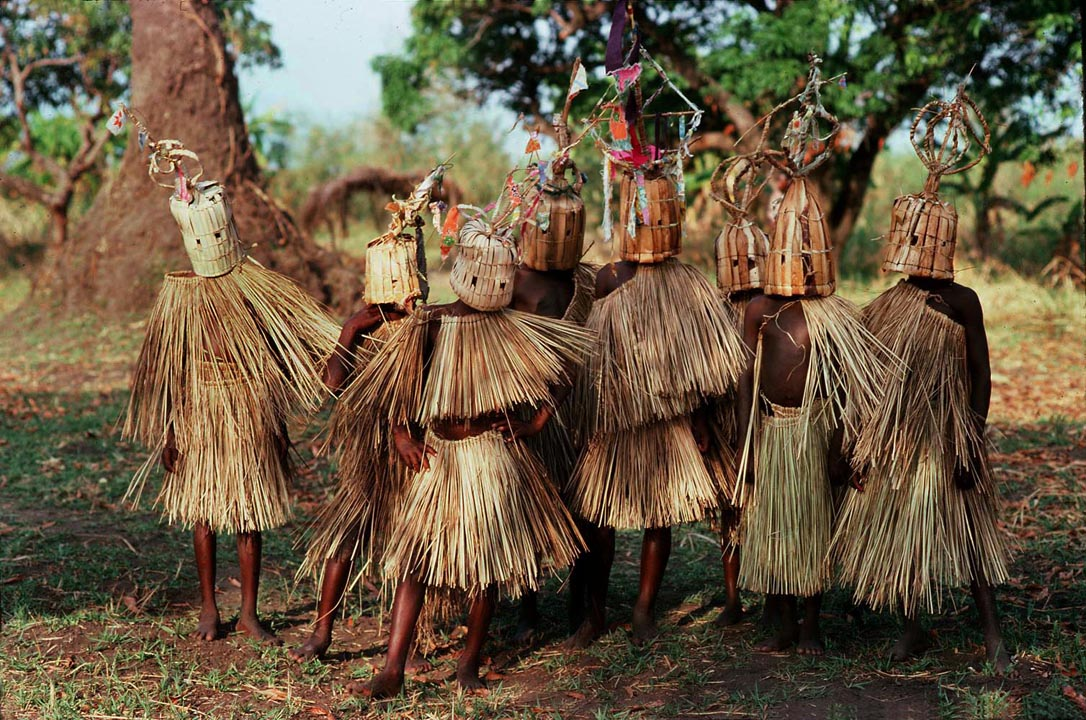
Niños yao (WaYao) preparados para la ceremonia de circuncisión en Malaui.

- WaYao, Entre 300.000 y 500.000 en el norte de Mozambique. Hablan el idioma yao. Hay 1 millón en Malaui y medio millón en Tanzania. En Mozambique, dos tercios son musulmanes y otro tercio, cristianos. Es uno de los principales grupos étnicos y lingüísticos con base en el extremo sur del lago Malaui, que desempeñó un papel importante en la historia de África Oriental durante el siglo XIX. Son cerca de 2 millones de personas distribuidas en tres países: Malaui, Mozambique y Tanzania. Los yao son predominantemente musulmanes y la mayoría vive en condiciones de pobreza. Tienen una fuerte identidad cultural, que trasciende las fronteras nacionales. Pasaron de ser traficantes de esclavos y marfil y jornaleros en las plantaciones de los portugueses a formar comunidades tradicionales dedicadas a la agricultura de subsistencia. Actualmente ocupan gran parte del este y norte de la provincia de Niassa, donde son aproximadamente el 40 % de la población de Lichinga, la capital de esa provincia.

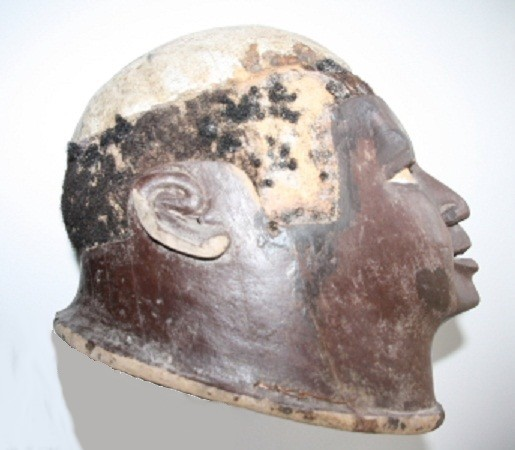
Máscara típica makonde

- Makonde, más de 500.000. Llamados hasta los 1970 macondos por los portugueses y españoles), son un grupo étnico del sudeste de Tanzania y del norte de Mozambique. Los makonde desarrollaron su cultura en la zona del altiplano de Mueda, en Mozambique. En la actualidad, viven repartidos entre Tanzania (donde hay 1,8 millones) y Mozambique, teniendo además una pequeña presencia en Kenia.

- Ngoni. Gruo étnico presente sobre todo en Malaui, donde hay cerca de 2 millones, así como en Mozambique, Tanzania, Zimbabue y Zambia. Parecen tener sus orñigenes en los pueblos nguni y zulú, de Sudáfrica. De estos últimos adoptaron el modelo guerrero que les dio fama. Los conflictos del siglo XIX hicieron que se marcharan hacia el norte desde Sudáfrica. El jefe Soshangane fundó en Mozambique el Imperio de Gaza, que en 1850 se hallaba entre el Río Komati y el río Zambeze. Los portugueses los usaron como mercenarios. Finalmente, una migración en masa los lleva a Zambia y Malaui, aunque finalmente, la mayoría acabó en Malaui.

- Chwabo o chuabo. Cerca de 1 millón. Hablan el idioma chuwabu. Viven en el centro y sur de Zambezia. En el siglo XV se los consideraba parte de los makhuwa, pero luego fueron desarrollando su identidad. En el siglo XVIII, bajo dominio portugués, su región fue una fuente de esclavos, además de marfil y piedras semipreciosas. Actualmente, cultivan arroz, maíz, yuca, verduras y boniatos. Son cristianos, pero practican el animismo.[15]

- Nyanja o chewa, más de 1 millón en Mozambique. Grupo bantú mayoritario en Malaui. Hay quien los separa y considera chewas y nyanjas descendientes de un grupo de nueve pueblos bantúes llamado maravi, que vive en las praderas de Malaui y en las zonas bajas a lo largo del río Zambeze. Son agricultores, cultivan maíz para el ganado, cazan, pescan y son comerciantes y polígamos.[16] Hay más de 12 millones de chewas o nyanjas repartidos entre Malaui, Zambia, Zimbabue y Mozambique. Dicen ser originarios del Congo. Hablan el idioma chichewa. Aunque la mitad son cristianos, creen en sus tradiciones, por ejemplo, la vida fue creada por un dios llamado Chiuta, en la montaña de Kapirintiwa, en la frontera entre malaui y Mozambique. Ancestros y espíritus de otros seres vivos juegan un papel importante en la vida de los nyanjas.[17][18][19]

Zona habitada por los suajilis en África continental.

- Suajili, unos 23.000 en el norte de Mozambique. Etnia bantú del este de África presente en varios países hasta un total de 1,2-1,5 millones. En Tanzania hay cerca de 1 millón. Le siguen Somalia, con 183.000, y Kenia, con 56.000, y Mozambique. Una gran parte se desplazó desde la costa oriental hasta Arabia Saudí, donde hay más de 400.000, Madagascar, con más de 100.000, EE UU, con 90.000, la RDC y Burundi. Hablan el idioma suajili, con numerosos dialectos y préstamos del árabe. El nombre significa "costa" y se le da a varios grupos con una lengua, una cultura y una religión iguales, el islam. Viven desde hace miles de años en la zona costera, donde se unieron a los pastores de las distintas regiones. Además de los migrantes al Golfo Pérsico, otras poblaciones que se instalaron en el territorio, comerciantes hindúes, indonesios y portugueses se asentaron en la costa y con el tiempo fueron asimilados. Históricamente, comerciaban con todo tipo de productos debidos a su buena situación en la costa: especias, esclavos, marfil, oro y grano. Los que están bien situados viven en las ciudades, tiene su propia televisión, estudian en escuelas occidentales y las mujeres son bastante independientes. La clase pobre está formada por pequeños granjeros que cultivan básicamente arroz, sorgo, maíz y mijo. Los suajilies de Mozambique son musulmanes, aunque conservan prácticas tradicionales, creen en los espíritus y se valen de hechiceros. Entre los más tradicionalistas, los truenos se producen cuando Dios habla con los ángeles; cuando hay un terremoto, es porque el toro que sostiene la tierra mueve los cuernos.[20]

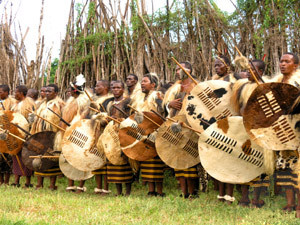
Ceremonia del incwala entre los suazi. Se celebra durante el solsticio de verano y está protagonizada por el rey de Eswatini, antigua Suazilandia, donde los suazi son la etnia dominante.

- Suazi, unos 2600. Es una etnia bantú que es dominante y propia del reino de Eswatini, antigua Suazilandia, en las estribaciones orientales de los montes Drakensberg, entre Sudáfrica y Mozambique. Hay más de 1 millón en este pequeño país y 1,3 millones en Sudáfrica, con una parte más pequeña en Mozambique. Son agricultores y ganaderos, con una clase aristocrática y un rey que cada año debe pasar una prueba, el incwala.

- Tswa o tsua. Más de 1 millón en el sudeste de Mozambique, la mayoría en la provincia de Inhambane, con grupos más pequeños en las provincias de Gaza, Maputo, Manica y Sofala. Hay más de 200.000 en Sudáfrica y unos 25.000 en Zimbabue, que se fueron de Mozambique durante la guerra civil. Se llaman a sí mismos vatswa, su nombre en idioma tswa, y se dividen en diversos grupos, de los que destacan los dzivi, los hlengwe y los mhandla. Son agricultores y ganaderos, y en la costa, pescadores. A finales del siglo XIX, muchos se fueron a las minas de Sudáfrica.[21]

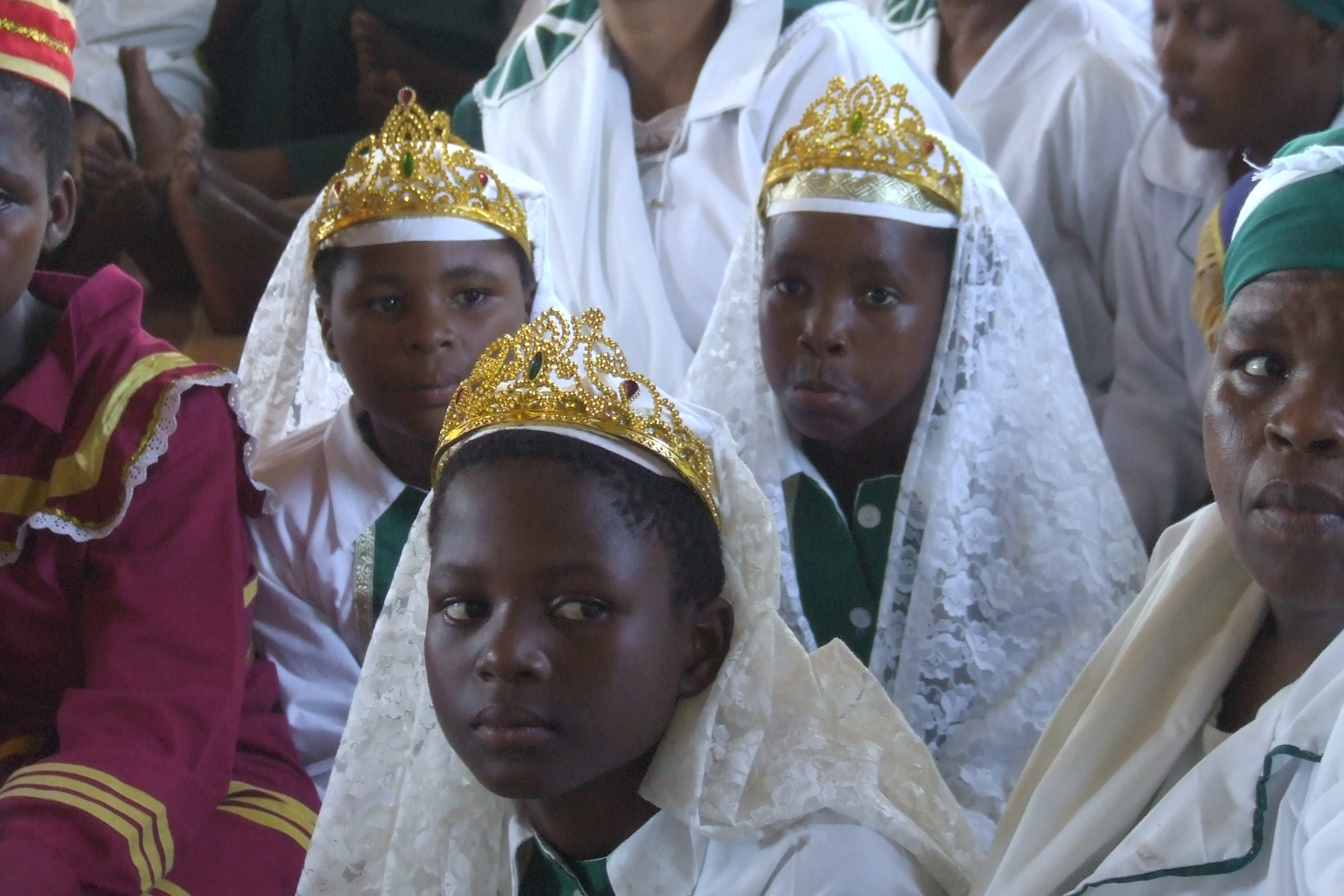
Niñas zulúes en una iglesia apostólica.

- Zulú, unos 7000-8000 en el sudoeste de Mozambique. Es un grupo étnico nguni formado por unos 15 millones de individuos, de los que más de 10 millones viven en Sudáfrica, en la provincia de KwaZulu-Natal. El resto está repartido por seis países, desde Lesoto (180.000) hasta Mozambique. A principios del siglo XIX formaron un poderoso reino, bajo el gobierno del rey Shaka o Shaka Zulú, famoso por sus enfrentamientos con los británicos. Hablan el idioma zulú, una lengua bantú del subgrupo nguni. Su sociedad es patriacal. La mayoría son cristianos, pero conservan creencias tradicionales, como un dios creador (uNkulunkulu), que interactúa con los humanos en el día a día. Creen que el ser humano está formado por varios elementos: el cuerpo físico, el aliento o fuerza de la vida, y la sombra, el prestigio o personalidad. Cuando mueren, el aliento de vida (umoya) deja el cuerpo, y la sombra (isithunzi) vivirá como un espíritu ancestral. Los adivinos y herboristas juegan un papel importante en la vida de los zulúes.

#### Otros grupos

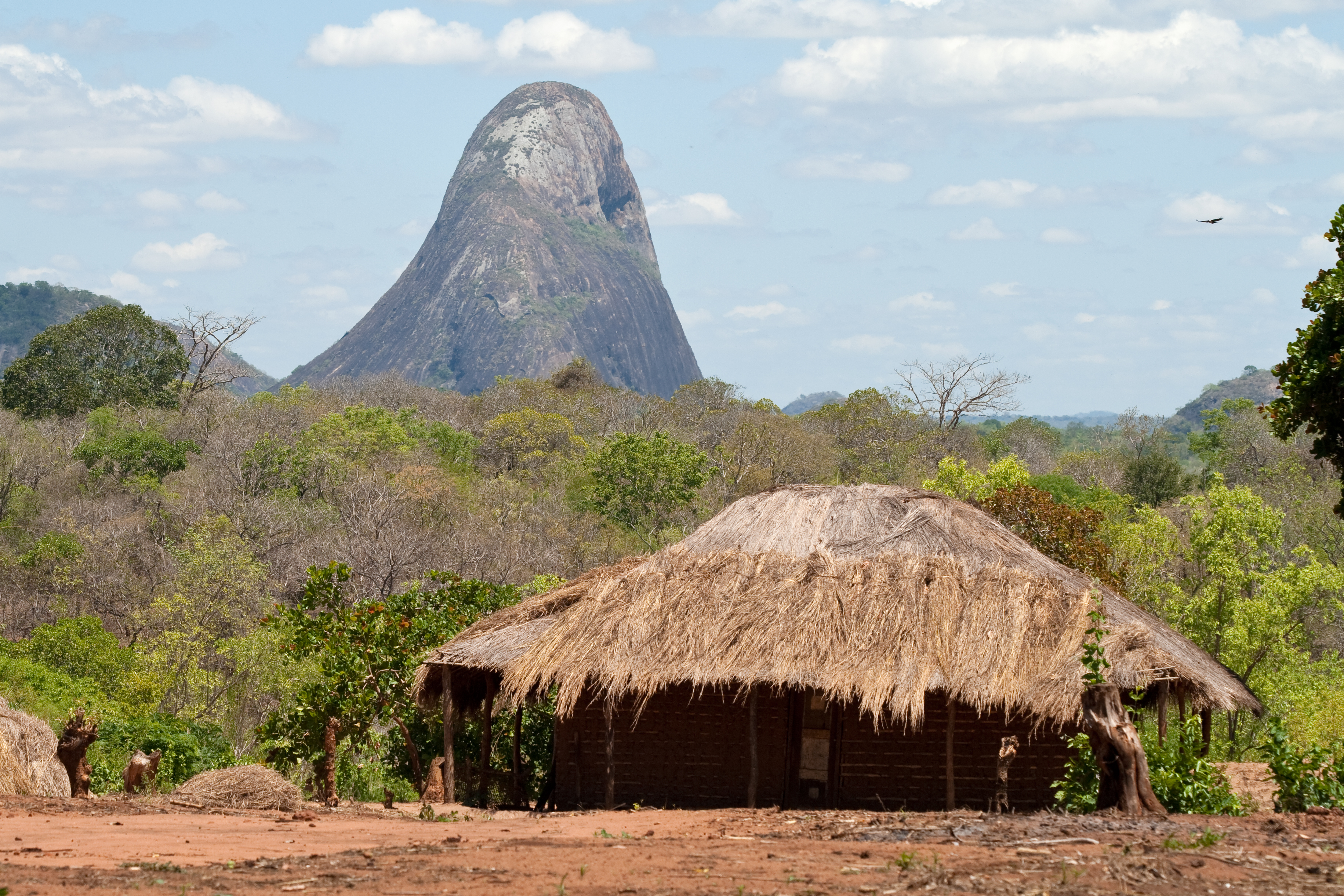
Provincia de Nampula, donde vive el pueblo koti, con uno de los característicos inselbergs de granito.

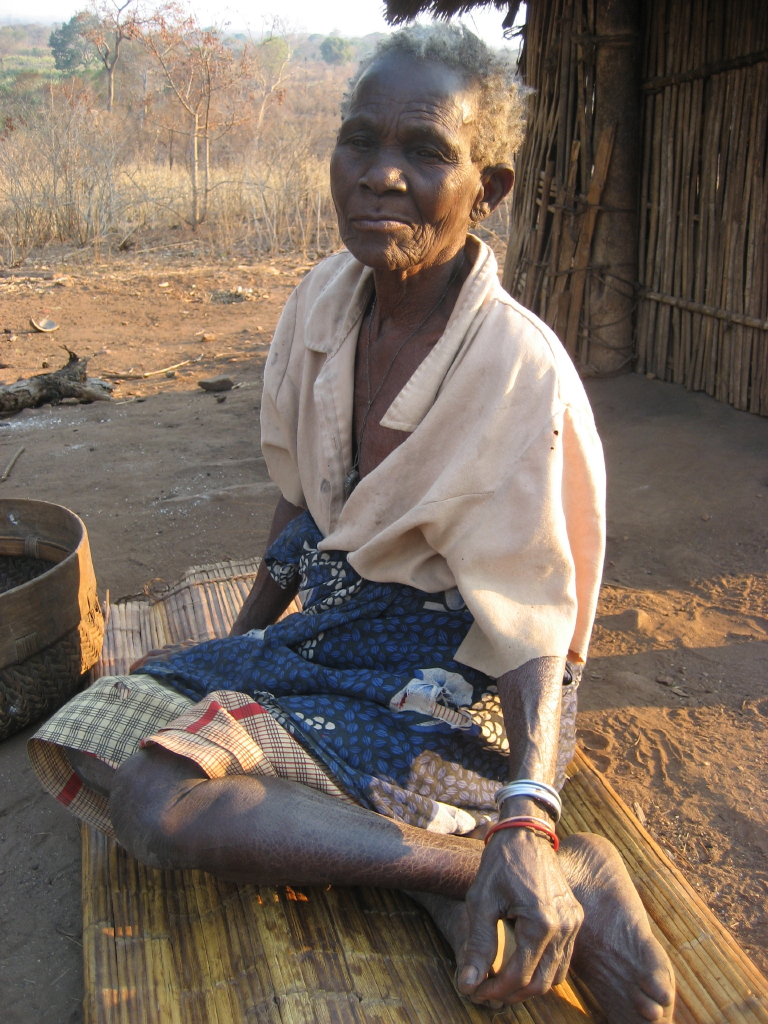
Mujer (Rufina James) en el distrito Báruè de Mozambique, en 2007

- Barwe o barue (se puede encontrar báruè, como el distrito). Unos 30.000. Pueblo shona que vive al sur de la desembocadura del Zambeze y en la provincia de Tete. Hablan el idioma barwe. Tuvieron un reino que acabó sometido al Imperio de Gaza. En 1875 se enfrentaron entre ellos, cediendo el trono a un aventurero de Goa, y luego se dividieron en reinos independientes. En 1917, se enfrentaron a los portugueses, que exigían mano de obra para sus plantaciones. La revuelta se inició en la provincia de Manica, atacó las posiciones portuguesas en todo el valle del Zambeze. Consiguieron unir a varios grupos étnicos, pero fueron derrotados en 1920 y expulsados del valle. Son agricultores, cultivan caña de azúcar y crían ganado. Sus hechiceros fabricaban medicinas mágicas contra las balas. En 2017, el presidente de Mozambique rindió homenaje a los caídos en la Rebelión barue. Tras el alzamiento contra el maltrato de los portugueses, y la derrota, más de 100.000 personas cruzaron las fronteras hacia Rodesia y Nyasalandia, entonces colonias británicas, muy críticas con los abusos de los portugueses puesto que hacía tiempo que se había abolido la esclavitud.[22]

- Tonga o gitonga en portugués y también bitonga. Pueblo bantú de la costa sur de Mozambique. Hay más de 300.000 hablantes del idioma tonga repartidos entre el sur de Zambia, el norte de Zimbabue y en menor cantidad, en Mozambique. También se les conoce como inhambane porque viven el zona de Inhambane, conocida como "tierra de la buena gente". Son agricultores (coco, caña de azúcar) y ganaderos.

- Koti. Entre 70.000 y 150.000. Viven en la provincia de Nampula, en el nordeste. El idioma koti es la principal lengua de Angoche, la capital del distrito de su mismo nombre. Son agricultores: anacardos, coco, caña de azúcar y algodón.

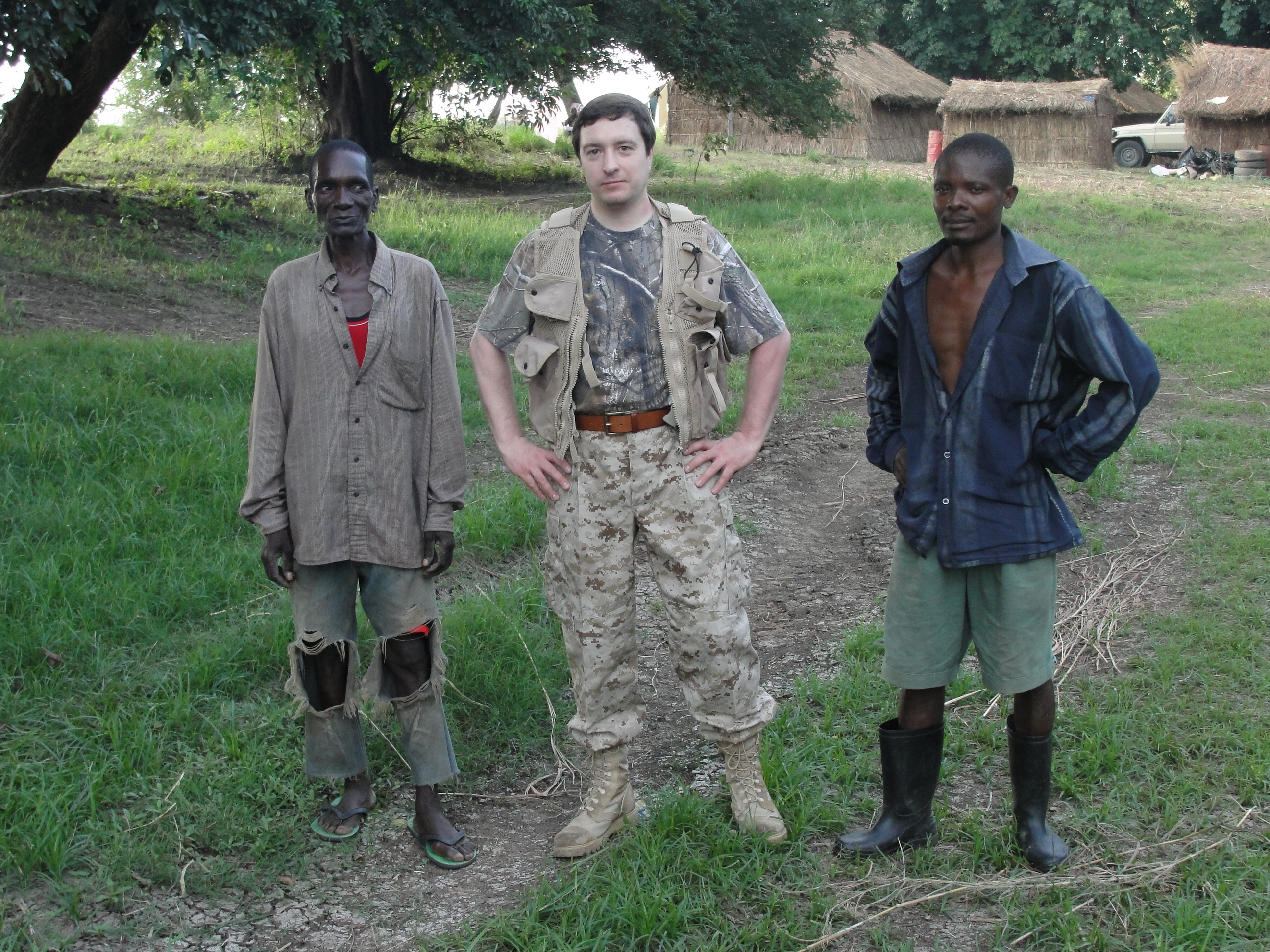
Nativos kunda con un cazador en Zambia

- Kunda o chikunda. Unos 12.000. Grupo étnico que habita en Zambia (unos 60.000), Zimbabue (unos 185.000), Zambia (unos 60.000) y Mozambique. Hablan el idioma chikunda o kunda. Chikunda o achikunda es el nombre que se le daba en el siglo XVIII a los esclavos guerreros de las haciendas portuguesas conocidas como prazos en Mozambique, a lo largo del río Zambeze. Se usaban para defender los prazos y vigilar a sus habitantes. La mayoría empezó como esclavo para pasar a ejercer las funciones de soldados, comerciantes o administradores de parte del prazo. Los prazos eran propiedades entregadas a los colonos del África portuguesa para explotar los recursos del continente. Estas fincas funcionaban como entidades semifeudales, generalmente en el valle del río Zambeze. Entre 1891 y 1902, estas fincas pasaron a manos de la Compañía de Mozambique (Companhia de Moçambique), que se ocupó de proporcionar esclavos y marfil, haciendo perder el sentido a la función de los chikundas, que se fusionaron con las comunidades locales. Una parte de estos guerreros participaron el alzamiento barue de 1917 contra los portugueses. Algunas comunidades siguen conservando su identidad. Otros se establecieron a lo largo del río Luangwa, en Zambia.

- Manyawa, unos 235.000, en la zona occidental de la provincia de Zambezia, distrito de Lugela. Hablan el idioma manyawa, un subgrupo del idioma macua, que hablan 4 millones de personas en el norte de Mozambique. Son animistas. Practican la agricultura (té) y la ganadería.

- Marenje. Más de 600.000, en la zona occidental de la provincia de Zambezia. Hablan el idioma marenje, una lengua macua. Son animistas.

- Ndonde o Mawanda. Unos 9000 en el norte de Mozambique, unos 50.000 en Tanzania. Hablan el idioma makonde, una lengua bantú relacionada con el yao.

- Mwani o namwani. Más de 150.000. No confundir con mwami, que se asocia a rey en la zona de Ruanda y Burundi. Los mwani viven en la provincia de Cabo Delgado, en la costa norte de Pemba y en el archipiélago de la Quirimbas. Hablan el idioma mwani, con numerosos dialectos.[23]

- Nathembo, sakaji o sakati. Unos 55.000, en la provincia de Nampula. Hablan el idioma nathembo o sakaji. Forman una fracción de los macua. Son agricultores y ganaderos, cultivan anacardos, cocoteros, algodón y caña de azúcar.

- Lemba, unos 20.000 en Mozambique, en las zonas fronterizas con Sudáfrica y Zimbabue. La mayor parte vive en Zimbabue, donde hay más de 200.000. Se proclaman descendientes de un sacerdote judío llamado Buba, originario de una comunidad judía asentada en Yemen, algo que no figura en la historia hebrea pero que algunos estudios genéticos demuestran. Están divididos en doce clanes que tienen nombre semitas, como Sadiqui y Hamisi.[24]

- Ndau, unos 780.000. En el valle del Zambeze, entre el centro de Mozambique y la costa, en las regiones de Manica y Sofala. También en el distrito de Bikita, en Zimbabue, donde hay 1 millón, y unos pocos en el centro de Malaui.

- Nsenga, más de 200.000 en Mozambique, más de 700.000 en Zambia y más de 50.000 en Zimbabue. El idioma nsenga o senga (aunque no deben ser confundidos con el pueblo senga de Zambia) es una lengua bantú que se habla en el altiplano que forma la divisoria de aguas entre los ríos Zambeze y Luangwa.

- Nyungwe. Más de 400.000 en las cercanías del río Zambeze, en el centro del país, principalmente en la provincia de Tete. Hablan el idioma nyungwe.

- Ronga. Más de 600.000, al sur de Maputo, con unos 100.000 hablantes del idioma ronga en Sudáfrica y diversos dialectos, como el konde, el putru y el kalanga.

- Tawara o tawala. Más de 100.000 en el occidente lejano del norte de Mozambique. Hablan el idioma tawara, subgrupo del idioma shona. No confundir con los tawala de Papúa Nueva Guinea.

- Pueblo zimba o simba, principalmente en la RDC, aunque entre sus 300.000 miembros algunos se han asentado en Malaui, Zambia, Tanzania, Kenia y Mozambique, pero son poco representativos.